# Simonshof (Bastheim)

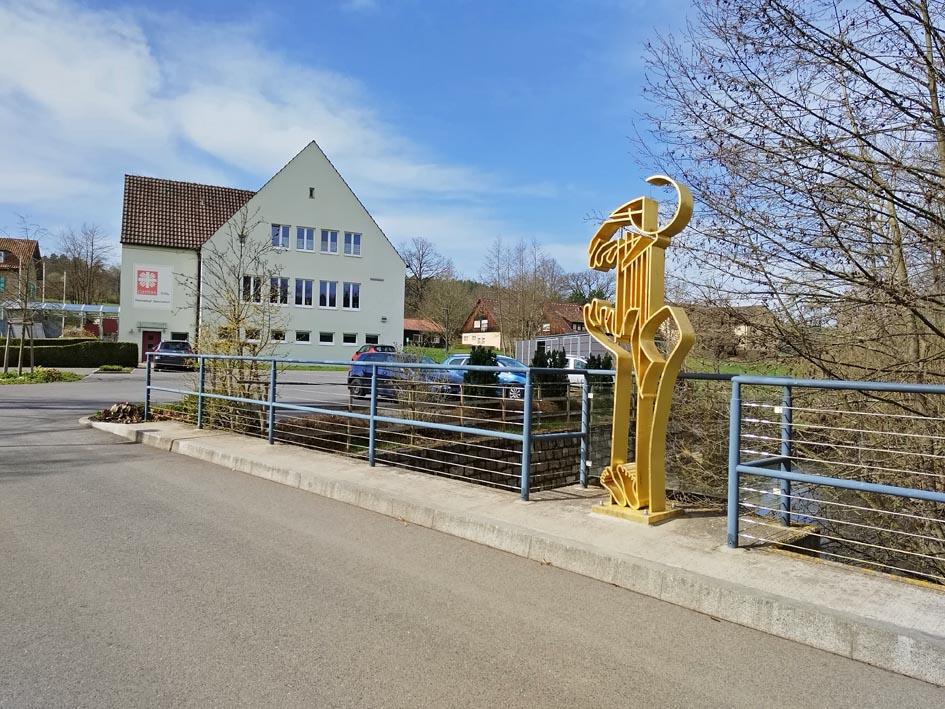
Simonshof in Rhön-Grabfeld

Simonshof  ist ein Gemeindeteil der Gemeinde Bastheim im unterfränkischen Landkreis Rhön-Grabfeld in Bayern.

## Geografie
Simonshof liegt im Tal der Els.

## Geschichte
Ursprung des Arbeiterhofes ist ein durch das Kloster Wechterswinkel an der Stelle des Wasserschlosses „castrum symonides“ erbautes Hofgut. Das bereits seit 1185 im Besitz der Herren von Bastheim befindliche Schloss war 1354 durch den Würzburger Bischof Albert von Hohenlohe zerstört worden. Im Mai 1892 besuchte Kronprinz (später König Ludwig III) Ludwig den Simonshof.

## Wirtschaft und Infrastruktur
In Simonshof betreut die Caritas ein Altersheim und ein Heim für Obdachlose.